# Yūsei Kayanuma
Yūsei Kayanuma (japanisch 萱沼 優聖 Kayanuma Yūsei; * 6. August 1993 in der Präfektur Yamanashi) ist ein japanischer Fußballspieler.

## Karriere
Kayanuma erlernte das Fußballspielen in der Schulmannschaft der Yamanashi Gakuin University High School und der Universitätsmannschaft der Kanto-Gakuin-Universität. Seinen ersten Vertrag unterschrieb er 2015 bei Kataller Toyama. Der Verein spielte in der dritthöchsten Liga des Landes, der J3 League. Für den Verein absolvierte er 45 Ligaspiele. 2018 wechselte er zum Ligakonkurrenten Kagoshima United FC. 2018 wurde er mit dem Verein Vizemeister der dritten Liga und stieg in die zweite Liga auf. Nach nur einer Saison musste man Ende 2019 wieder den Weg in die Drittklassigkeit antreten. Für Kagoshima absolvierte er insgesamt 93 Ligaspiele. Dabei schoss er elf Tore. Im Januar 2022 unterschrieb er einen Vertrag beim Ligakonkurrenten Vanraure Hachinohe. Nach einer Spielzeit und 31 Ligaspielen wechselte er zu Beginn der Saison 2023 zum Drittligisten YSCC Yokohama.